# Breaking Up Is Hard to Do
Breaking Up Is Hard to Do är en låt av Neil Sedaka, utgiven 1962. Den skrevs av Sedaka tillsammans med Howard Greenfield. Låten har många covers, bland annat en av Lotta Engberg, Cartoons och en av Olsen Brothers. 

## Listplaceringar
| Lista (1962)   | Position              |
| -------------- | --------------------- |
| Kanada         | 1 (CHUM Hit Parade)   |
| Nya Zeeland    | 1 (Lever Hit Parade)  |
| Storbritannien | 7 (UK Singles Chart)  |
| Sverige        | 9 (Kvällstoppen)      |
| Sverige        | 2 (Tio i topp)        |
| USA            | 1 (Billboard Hot 100) |
| Västtyskland   | 42                    |